# Käthe Kollwitz
Käthe Kollwitz (născută Schmidt; n. 8 iulie 1867, Königsberg, Prusia – d. 22 aprilie 1945, Moritzburg, landul Saxonia) a fost graficiană, pictoriță și sculptoriță germană care se numără printre cele mai cunoscute artiste plastice din secolul al XX-lea.

## Viață

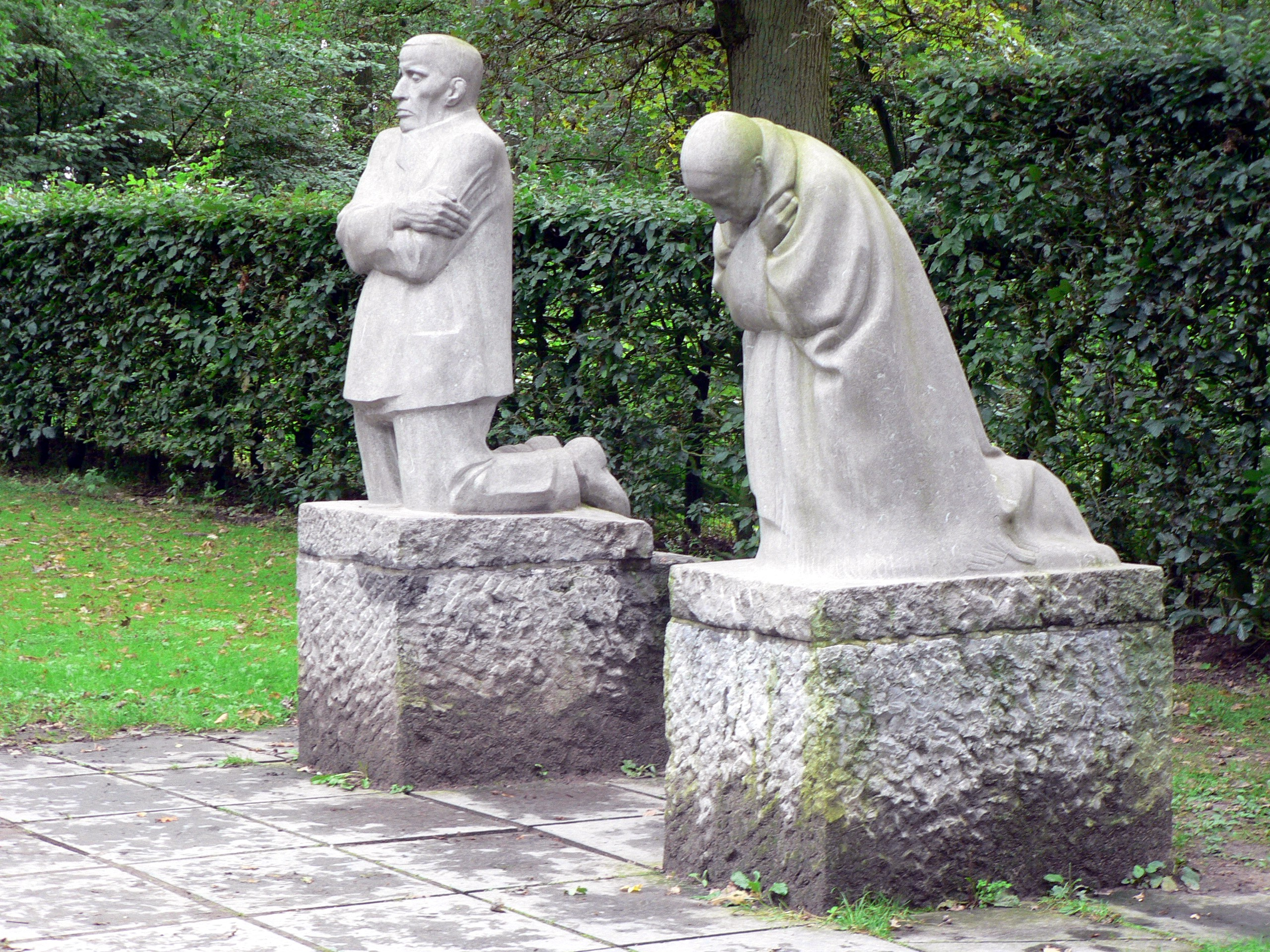
„Părinți îndoliați”

Fiul ei, Peter, a căzut pe frontul din Flandra în Primul Război Mondial. Monumentul „Părinți îndoliați”, amplasat în cimitirul eroilor din Vladslo, a fost realizat de Käthe Kollwitz în memoria fiului ei, căzut acolo. Experiența războiului a făcut-o să se alăture curentului pacifist.

## Operă

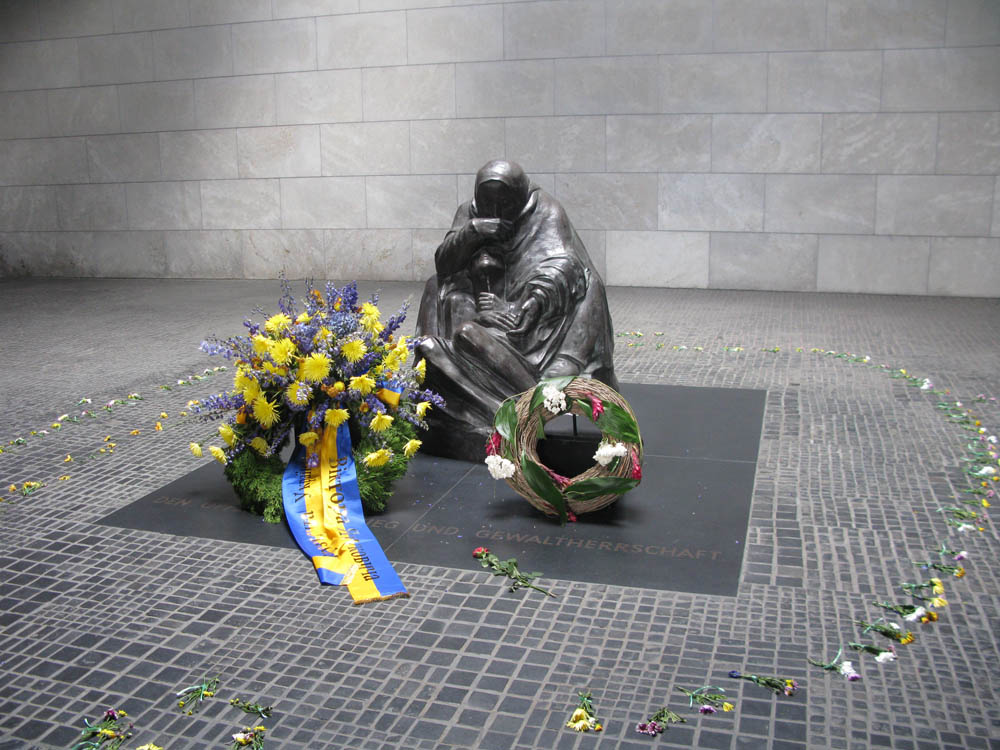
„Mamă cu fiul ei mort”

Monumentul Neue Wache din Berlin are ca piesă centrală sculptura „Mamă cu fiul ei mort” de Käthe Kollwitz.

## Distincții
A fost prima femeie distinsă cu ordinul Pour le Mérite, care i-a fost decernat în anul 1929.